# Pont-Vieux (Rieux-en-Val)
Pour les articles homonymes, voir Pont Vieux.
Le pont-Vieux est un pont situé à Rieux-en-Val, en France.

## Localisation
Le pont est situé sur la commune de Rieux-en-Val, dans le département français de l'Aude.

## Historique
L'édifice est inscrit au titre des monuments historiques en 1926.